# Javi García
Francisco Javier "Javi" García Fernández (født 8. februar 1987 i Mula, Spanien) er en spansk fodboldspiller, der spiller som defensiv midtbane hos Betis i La Liga. Han har tidligere repræsenteret blandt andet Real Madrid, Osasuna, Benfica og Manchester City.
Garcia står (pr. april 2018) noteret for to kampe for det spanske landshold.